# 技术成熟度曲线

技术成熟度曲线

技术成熟度曲线（英語：Gartner Hype Cycle），又称技術循環曲線，光环曲线，炒作周期，是对某种特定技术的成熟度、采用度和社会适应度的图形描述，通过五个阶段对新兴技术的成熟度进行图形化和概念化的展示。
技术成熟度曲线由高德纳咨询公司自1995年开发、使用并品牌化，亦有研究认为该模型并不完美，还有可改进的地方。

## 简介
技术成熟度曲线的横轴为"时间", 表示一项技术将随时间发展经历各个阶段， 纵轴是"预期". 由市场对技术的预计未来价值的评估决定（2009年前标记为“可见度”）。 自1995年以来，Gartner公司就用炒作周期解释新技术到来时媒体报道和公众的过度兴奋、炒作和紧随其后的失望情绪。它还显示了一项技术如何以及何时进入下一阶段，产生实际效益并获得广泛的接受。 Gartner公司所主张的炒作周期的目的是将夸张（炒作）与现实分开，以便CIO和CEO能够决定是否采用某项技术。

## 五个阶段
高德纳公司认为一项新技术或某种创新从发展到最终成熟会经历以下五个阶段。

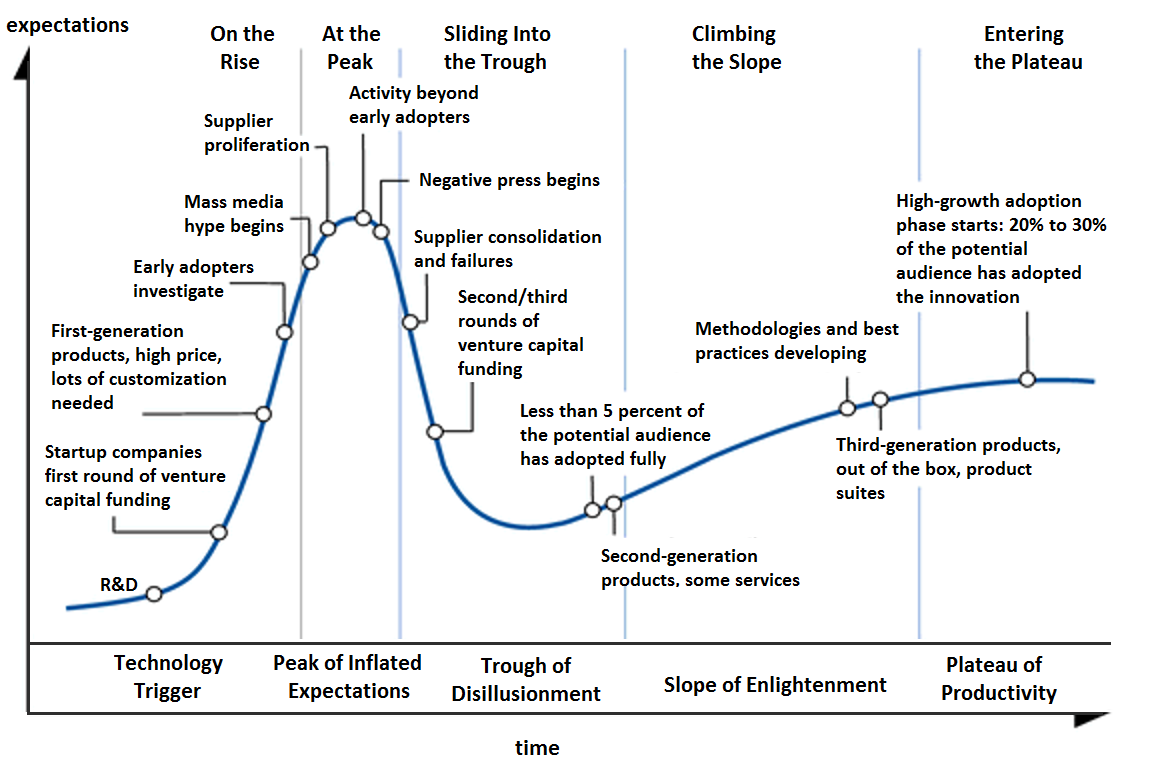
技术成熟度曲线示意图

1. 科技誕生的促動期（Innovation Trigger）-  在此階段，隨著媒體大肆的報導過度，非理性的渲染，產品的知名度無所不在，然而隨著這個科技的缺點、問題、限制出現，失敗的案例大於成功的案例，例如:.com公司 1998~2000年之間的非理性瘋狂飆升期。
2. 过高期望的峰值期（Peak of Inflated Expectations）-  早期公众的过分关注演绎出了一系列成功的故事——当然同时也有众多失败的例子。对于失败，有些公司采取了补救措施，而大部分却无动于衷。
3. 泡沫化的底谷期（Trough of Disillusionment）-  在歷經前面階段所存活的科技經過多方扎實有重點的試驗，而對此科技的適用範圍及限制是以客觀的並實際的了解，成功並能存活的經營模式逐漸成長。
4. 穩步爬升的光明期（Slope of Enlightenment）-  在此階段，有一新科技的誕生，在市面上受到主要媒體與業界高度的注意，例如:1996年的Internet ，Web。
5. 實質生產的高原期（Plateau of Productivity）-  在此階段，新科技產生的利益與潛力被市場實際接受，實質支援此經營模式的工具、方法論經過數代的演進，進入了非常成熟的階段。

## 批评
对技术成熟度曲线有许多批评，
其中最突出的是，其结果不取决于技术本身的性质，这不科学，而且它无法反映基于技术的发展速度的长期变化。其他批评包括：它在决策过程中优先考虑了经济因素。它似乎假定一个企业的业绩与炒作周期有关，而实际上更可能与公司的品牌战略有更大关系；炒作曲线对新技术的发展或营销没有真正的好处，只是对预先存在的趋势评论，没有提供可行的观点推动技术进入下一个阶段；没有任何数据或分析可以证明这个周期的合理性；使用主观的的词汇，不能客观或清楚地描述技术现在的真实情况，可能会误导人们因为不想失望，所以远离处于低谷的技术。
有分析指出很少有技术真正完整经历了一个炒作周期，实际上，自2000年以来采用的大多数重要技术在其采用周期的早期都没有得到识别。